# Bernardia geniculata
Bernardia geniculata är en törelväxtart som beskrevs av Antonio Costa Allem och J.L.Wächt.. Bernardia geniculata ingår i släktet Bernardia och familjen törelväxter. Inga underarter finns listade i Catalogue of Life.